# Affing
Affing is een gemeente in de Duitse deelstaat Beieren, en maakt deel uit van het Landkreis Aichach-Friedberg.
Affing telt 5.483 inwoners.

## Partnersteden
Łobez (Polen), sinds 1997
Adelzhausen ·
Affing ·
Aichach ·
Aindling ·
Baar ·
Dasing ·
Eurasburg ·
Friedberg ·
Hollenbach ·
Inchenhofen ·
Kissing ·
Kühbach ·
Merching ·
Mering ·
Obergriesbach ·
Petersdorf ·
Pöttmes ·
Rehling ·
Ried ·
Schiltberg ·
Schmiechen ·
Sielenbach ·
Steindorf ·
Todtenweis